# Тастевин

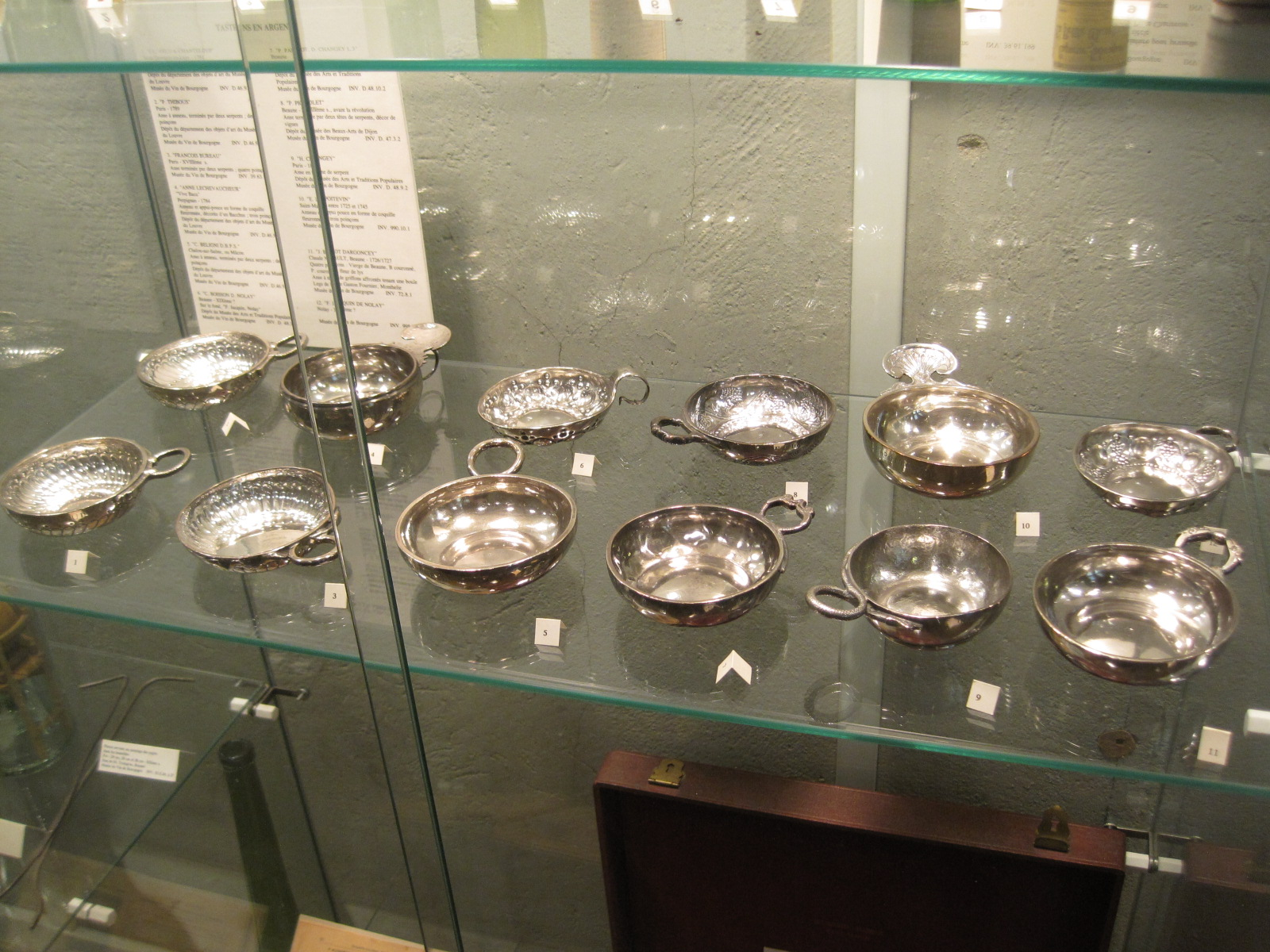
Образцы дегустационных чаш в Музее бургундских вин (город Бон)

Тастевин (фр. taste-vin, tâte-vin, tâtevin), букв. «пробовать вино» — специальная неглубокая чаша с ручкой для дегустации вина. Традиционный аксессуар сомелье, виноделов и торговцев вином. 
В старину тастевин носился на цепочке или кожаном ремешке на шее, изготавливался из серебра, посеребрённого или блестящего металла, что посредством отражения света от блестящей поверхности позволяло визуально изучать свойства вина в условиях плохой видимости, например при помощи свечи в погребе. Позже металлические сосуды были вытеснены стеклянными чашами и дегустационными бокалами. Согласно энциклопедии «Le Grand Larousse du vin», особая форма тастевина помогает лучше распробовать аромат вина: «Прежде всего тастевин служит для детализации аспекта вина, его оттенка и интенсивности. Это помогает составить впечатление об общем качестве вина более объективно. Таким образом, профессионал может следовать традициям и добавить тастевин в свою коллекцию винтажных винных принадлежностей». Тастевин считается непригодным для дегустации игристых вин, поскольку с его помощью нельзя оценить перляж.
Оригинальные чаши имеют антикварное значение, являются предметом коллекционирования, выставляются в музеях. Чаши для дегустации стали эмблемой нескольких объединений ценителей и знатоков вина, в частности, Братства рыцарей тастевина (Confrérie des chevaliers du Tastevin). Эта общественная организация, созданная в 1934 году, занимается популяризацией бургундских вин во Франции и за её пределами. Наиболее известны чаши бургундского и бордоского типа. Они отличаются тем, что в первом случае дно чаши имеет выпуклый рельеф, что позволяет лучше изучать состав вина.

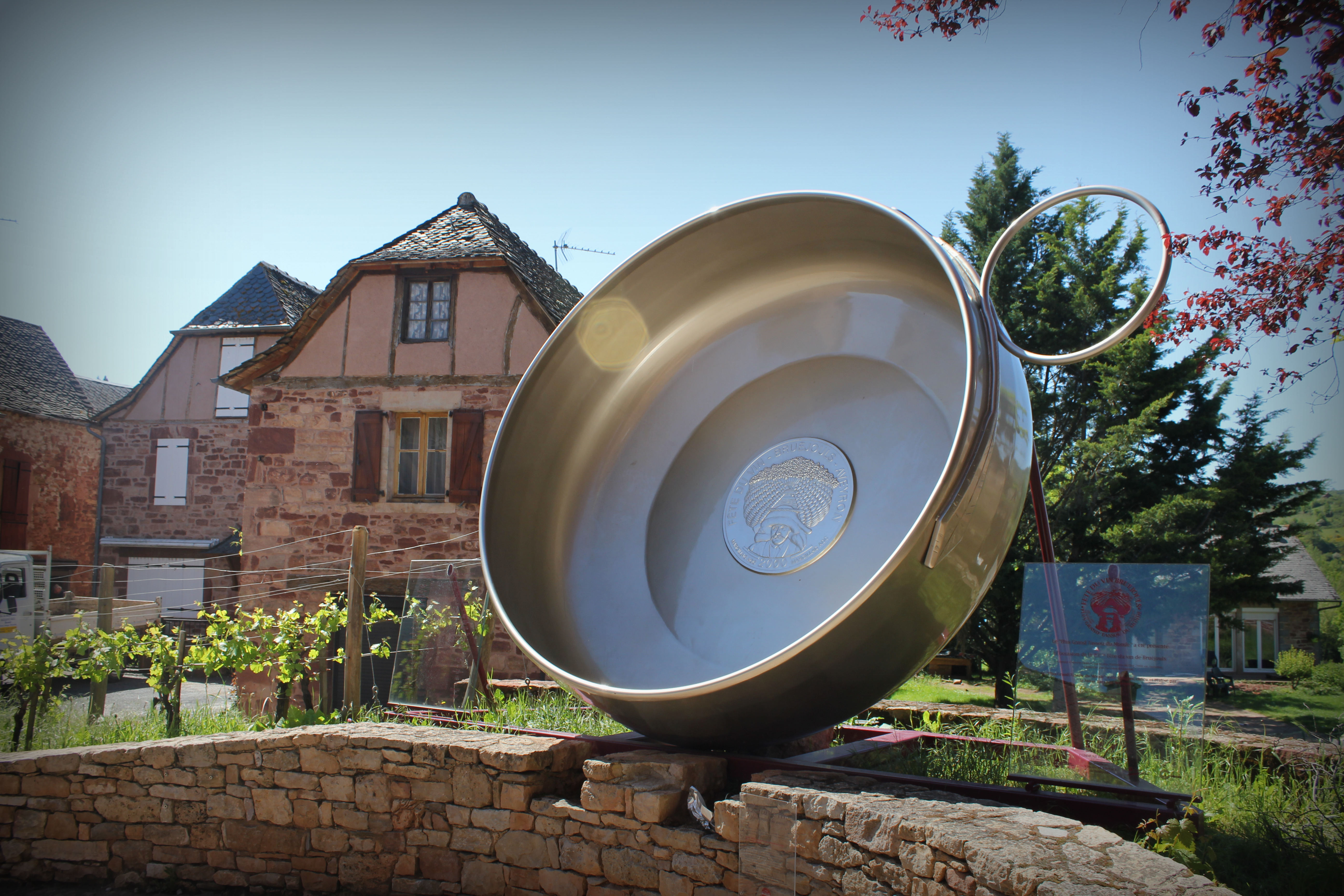
Скульптура в форме тастевина (Брюэжюль)

В 2000 году, с целью отдать дань уважения виноделам долины Марсильяк, на церковной площади в Брюэжюле (Аверон) был установлен самый большой тастевин в мире. Его вес составляет 700 кг, он имеет диаметр три метра и глубину 1 метр, что составляет объём около 4500 литров.